# Laura Magni
Laura Magni (Legnago, ...) è un'attrice e comica italiana.

## Biografia
Inizia la sua carriera nel 1991, quando partecipa al cabaret "Festival degli sconosciuti". Nel 2001 inizia a frequentare i laboratori dello Zelig, invece nel 2003 e 2005 ha fatto parte del laboratorio Zelig Cabaret. Nel 2004 e 2005 ha lavorato per MTV nel programma MTV Comedy Lab, oltre ad essere curatrice e autrice di programmi di intrattenimento. Dal 2008 al 2011 è nel cast di Colorado. Ha lavorato anche su Telenova, nel programma "Lista d'attesa", inoltre per canali televisivi come Match Music e Bonsai TV.

## Filmografia

### Cinema
- Fuga dal call center, regia di Federico Rizzo (2008)
- All'ultima spiaggia, regia di Gianluca Ansanelli (2012)
- Se mi vuoi bene, regia di Fausto Brizzi (2019)

### Televisione
- Colorado - 'Sto classico - programma TV, puntate 1x01-1x03 (2012)
- Hanno ucciso l'Uomo Ragno - La leggendaria storia degli 883 , regia di Francesco Ebbasta - miniserie TV, puntata 8 (2024)